# Morganova linija
Morganova linija ili Morganova crta je linija razvajanja tzv. "Okupacijske Zone A", kojom su upravljale Britansko - američke vojne snage, te "Okupacijske Zone B", u kojoj je civilnu vlast vodila vojna uprava Jugoslavenske armije u ime saveznika. Ime je dobila po britanskom generalu Williamu D. Morganu, načelniku stožera Savezničkoga vrhovnog zapovjedništva za Sredozemlje, koji je dogovorio razgraničenje između Zona A i B s načelnikom Generalštaba JA, generalom Arsom Jovanovićem. 
U završnim ratnim operacijama Četvrta armija Jugoslavenske armije zauzela je Trst 1. svibnja 1945. Pozivajući se na odredbe sporazuma iz Beograda, potpisanog u veljači 1945., britanski feldmaršal Harold Alexander tražio je 4. svibnja povlačenje jugoslavenskih snaga iz Trsta, Gorice i Monfalconea. Josip Broz Tito mu je odgovorio da se savezničke snage mogu nesmetano služiti lukama Trst i Pula za opskrbu svojih snaga kao i komunikacijama koje vode prema Austriji. Nezadovoljni maršal Alexander je u pismu Brozu 19. svibnja 1945. odbio jugoslavensko stajalište te je prisutnost jugoslavenskih snaga u tim krajevima usporedio s Hitlerovim, Mussolinijevim i japanskim osvajačkim metodama, izrazivši na najdramatični način nezadovoljstvo zapadnih saveznika jugoslavenskim iskorakom prema zapadu.
Staljin je početkom lipnja 1945.naredio Titu da u roku od 48 sati mora povući trupe iz Trsta, nakon čega 9. lipnja 1945. godine sklopljen Beogradski sporazum DFJ, UK i SAD-a, kojim je Julijska krajina - koja je između dva svjetska rata bila dio Italije - bila provizorno podijeljena na Okupacijske Zone A i B, međusobno razdijeljene Morganovom linijom. Zona A, koja je uključivala Trst i Pulu, došla je pod Savezničku vojnu upravu, dok je Zona B, koja je obuhvaćala Rijeku i najveći dio Istre, došla pod Vojnu upravu Jugoslavenske armije (VUJA). 
Na temelju Beogradskog sporazuma od 9. lipnja 1945., Saveznici su 16. lipnja 1945. preuzeli okupacijsku vlast također i u Puli, u kojoj će ostati do sklapanja Ugovora o miru s Italijom u rujnu 1947. godine.
1947. godine će dio Morganove linije oko Pule prestati biti relevantan, kako će to područje -koje je Ugovorom o miru s Italijom zajedno s većim dijelom Istre, otocima Cresom, Lošinjem, Lastovom i Palagružom, Rijekom i Zadrom međunarodno priznat kao dio teritorija Jugoslavije (te, posljedično, njenih federalnih jedinica Slovenije i Hrvatske). U dijelovima oko Trsta, demarkacijska linija se povukla nešto više prema Trstu, ostavljajući neka etnička slovenska naselja na strani pod jugoslavenskom vojnom upravom. Dio na području općine Dolina, Morganova linija je i nadalje ostala demarkacijska linije unutar područja Slobodnog Teritorija Trsta kao svojevrsnog savezničko-jugoslavenskog kondominija, sve do disolucije STT-a u listopadu 1954. godine; taj dio Morganove linije do danas ostaje kao Slovensko - Talijanska državna granica.